# Catedral de San Luis de Cartago
La catedral de San Luis (del francés: Cathédrale Saint-Louis de Carthage) está emplazada cerca del Museo Nacional, en Cartago (Túnez). Fue la sede de la arquidiócesis de Cartago desde 1890, aunque desde 1964 no se rinde culto en ella y pertenece al Estado tunecino. Actualmente está abierta al público, siendo utilizada para actos festivos o culturales con el nombre de Acropolium desde 1993.

## Historia
El cardenal francés Charles Martial Lavigerie ordenó la construcción de la catedral  en honor al rey Luis IX, muerto por culpa de la peste en 1270 durante la séptima cruzada mientras asediaba Cartago. La construcción, que duró poco más de cinco años, es de estilo morisco y neobizantino, con forma de cruz latina y posee dos torres de planta cuadrada en la fachada. Los vitrales están decorados con motivos arabescos. En las paredes se pueden observar varios escudos como agradecimiento a los donantes que ayudaron a que se creara la catedral.
La ubicación de la catedral coincide con la del antiguo templo púnico de Eshmún, demolido en el siglo II a. C., y posteriores construcciones romanas demolidas a su vez en el siglo V d. C.

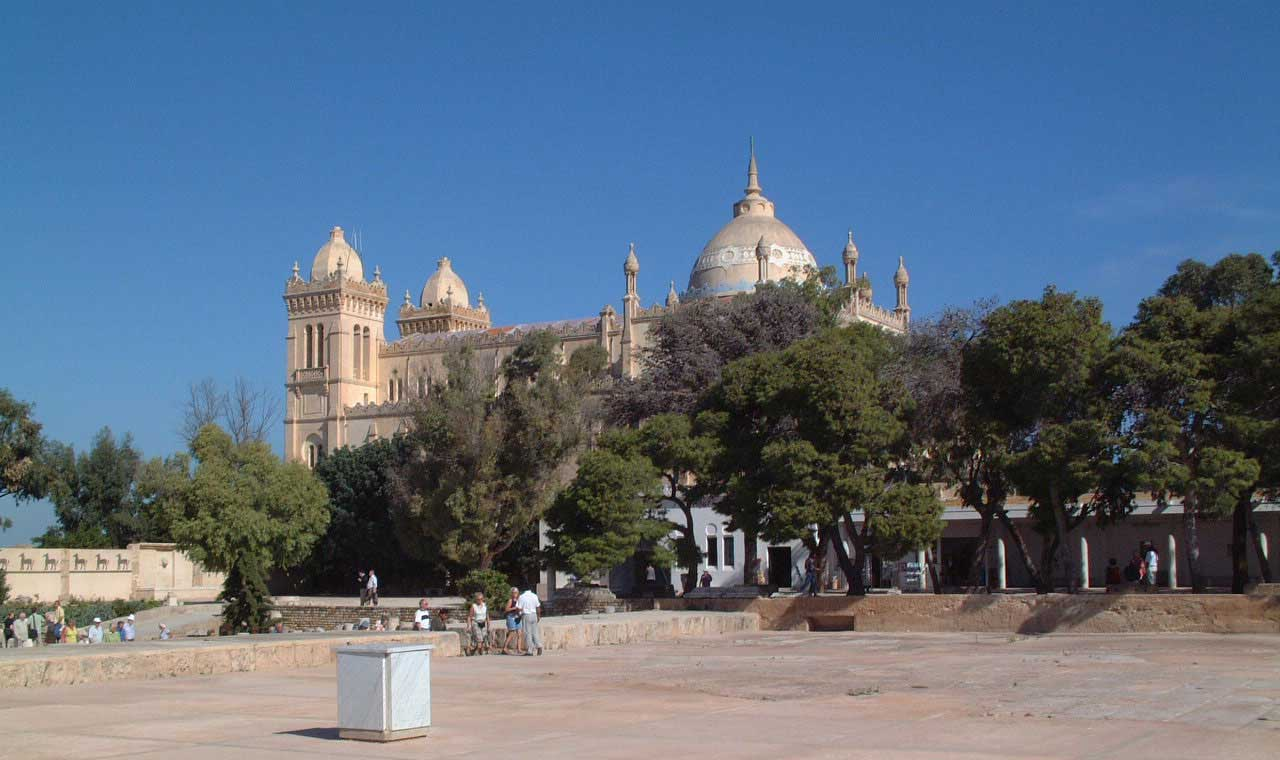
Vista lateral
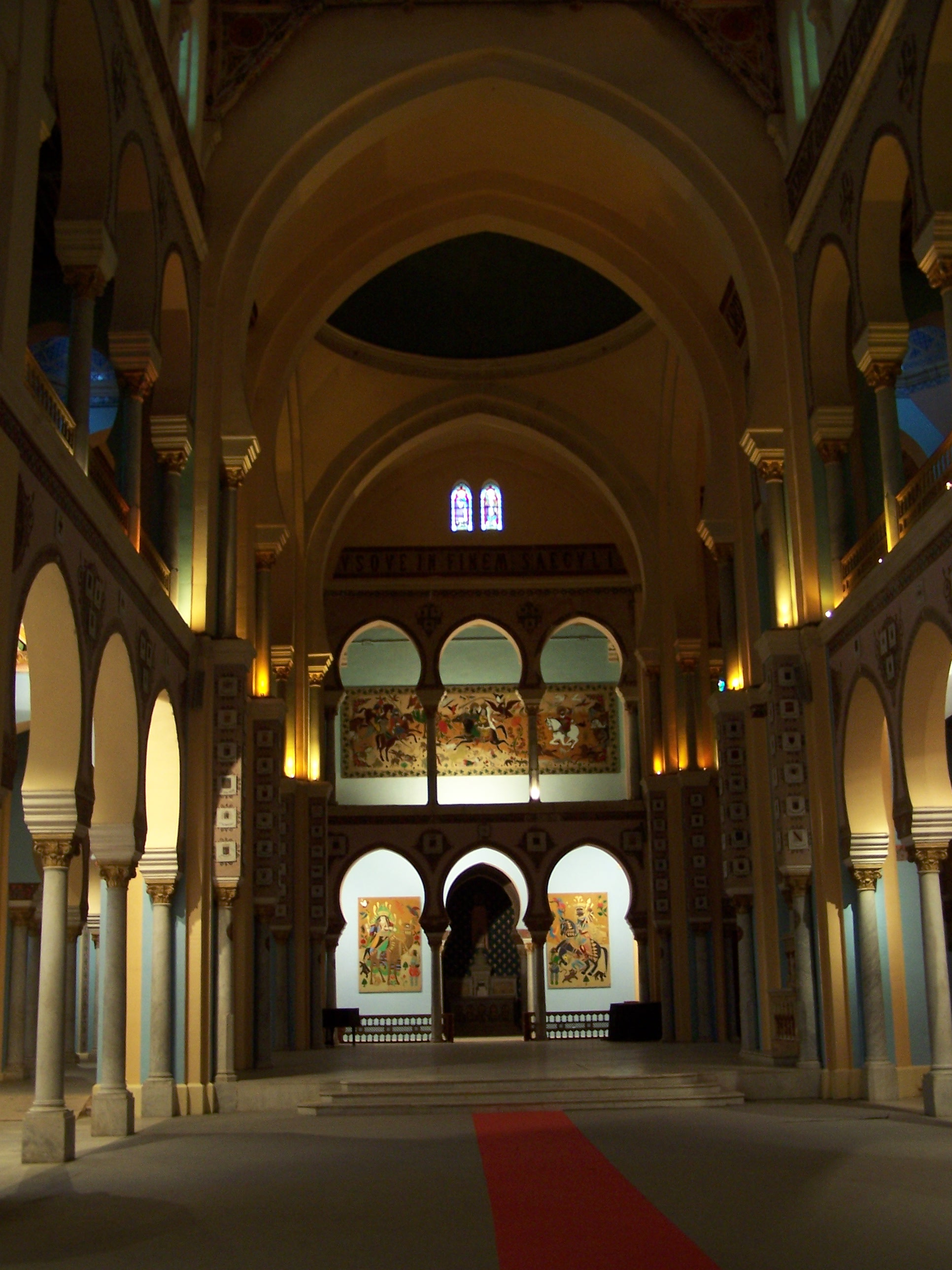
Vista interior